# Laysan-apapane
Laysan-apapane (Himatione fraithii) är en utdöd fågel i familjen finkar inom ordningen tättingar. Fågeln förekom tidigare på ön Laysan i Hawaiiöarna. Fram tills nyligen sågs den som en underart till apapane (H. sanguinea). IUCN kategoriserar den som utdöd.

## Familjetillhörighet
Arten tillhör en grupp med fåglar som kallas hawaiifinkar. Länge behandlades de som en egen familj. Genetiska studier visar dock att de trots ibland mycket avvikande utseende är en del av familjen finkar, närmast släkt med rosenfinkarna. Arternas ibland avvikande morfologi är en anpassning till olika ekologiska nischer i Hawaiiöarna, där andra småfåglar i stort sett saknas helt.